# Pays de Redon - Bretagne Sud
 (août 2025).
Motif : Absence de sources secondaires, les Pays loi Voynet ne sont pas admissibles d'office.
- Archive Wikiwix
- Bing
- Cairn
- DuckDuckGo
- E. Universalis
- Gallica
- Google
- G. Books
- G. News
- G. Scholar
- Persée
- Qwant
- (zh) Baidu
- (ru) Yandex
- (wd) trouver des œuvres sur Wikidata

| 1. | Préciser le motif de la pose du bandeau. | Précisez le motif de la pose du bandeau en utilisant la syntaxe suivante : {{admissibilité à vérifier\|date=août 2025\|motif=remplacez ce texte par le motif}}                                    |
| 2. | Informer les utilisateurs concernés.     | Pensez à avertir le créateur de l'article, par exemple, en insérant le code ci-dessous sur sa page de discussion : {{subst:avertissement admissibilité à vérifier\|Pays de Redon - Bretagne Sud}} |

Le Pays de Redon - Bretagne Sud était un pays qui regroupe 43 communes dont 16 communes en Ille-et-Vilaine, 19 communes dans le Morbihan et 8 communes en Loire-Atlantique.

## Présentation
Cinq anciennes intercommunalités composaient le pays au départ (alors nommé Pays de Redon et Vilaine) :
- Pipriac communauté,
- Maure de Bretagne communauté,
- la Communauté de communes du Pays de Grand-Fougeray,
- la Communauté de communes du Pays de La Gacilly,
- la Communauté de communes du Pays de Redon,

En 2014, Pipriac communauté est dissous et 6 de ses communes entrent dans la communauté de communes du Pays de Redon (les 3 autres communes sortent du pays en rejoignant Vallons de Haute-Bretagne Communauté dans l'association Pays des Vallons de Vilaine) ; la même année, Maure de Bretagne communauté a quitté le GIP Pays de Redon et Vilaine lors de sa fusion avec les anciennes communautés de communes de Bain-de-Bretagne et de Guichen pour former la communauté de communes du Bretagne Porte de Loire Communauté.
Le 1er janvier 2017, les deux communautés de communes du Pays de La Gacilly et du Pays de Grand-Fougeray ont été modifiées et obligées de quitter le pays de Redon, pour fusionner avec une autre intercommunalité voisine et adhérer alors à deux autres pays, le Pays de Ploërmel Cœur de Bretagne pour la première, et le Pays des Vallons de Vilaine pour la seconde.
Au 1er janvier 2018, le pays a été dissous, les 3 dernières communautés de communes du Pays de Redon ayant elles-mêmes fusionné pour créer Redon Agglomération, laquelle prend alors en charge les obligations du SCoT élaboré par le Pays de Redon et Vilaine.
Toutefois le SCoT de l'ancien Pays de Redon et Vilaine, approuvé en 2013, reste exécutoire sur le périmètre des communes des anciennes communautés de communes de Maure de Bretagne communauté, de La Gacilly et du Grand Fougeray qui ne font plus partie du nouveau Pays de Redon - Bretagne Sud (le GIP du Pays de Redon et Vilaine qui a élaboré le SCoT n'est pas encore dissous et bénéficie encore pour son application en 2018 de subventions de fonctionnement des nouvelles intercommunalités) jusqu'à l'approbation de sa révision et de son intégration dans les SCoTs des 5 nouvelles intercommunalités apparues ou élargies en 2014, 2017 et 2018. Une partie a déjà été révisée en fin 2016 par Redon Agglomération et son nouveau SCoT approuvé en 2017 l'a conduit à cesser en 2018 ses subventions et sa participation au GIP.

## Ille-et-Vilaine

### Canton de Redon
- Redon ;
- Bains-sur-Oust ;
- Sainte-Marie ;
- Renac ;
- La Chapelle-de-Brain ;
- Langon.

### Canton de Pipriac
6 communes sur 9 adhèrent au Pays de Redon - Bretagne Sud :
- Bruc-sur-Aff ;
- Lieuron ;
- Pipriac ;
- Saint-Ganton ;
- Saint-Just ;
- Sixt-sur-Aff.

### Canton de Grand-Fougeray
- Grand-Fougeray ;
- La Dominelais ;
- Sainte-Anne-sur-Vilaine ;
- Saint-Sulpice-des-Landes.

## Morbihan

### Canton de Guer
16 communes sur 23 adhèrent au Pays de Redon-Bretagne Sud :
- Allaire ;
- Béganne ;
- Carentoir ;
- Cournon ;
- Peillac ;
- La Gacilly ;
- Les Fougerêts ;
- Rieux ;
- Saint-Gorgon ;
- Saint-Jacut-les-Pins ;
- Saint-Jean-la-Poterie ;
- Saint-Perreux ;
- Saint-Vincent-sur-Oust.
- Saint-Martin-sur-Oust ;
- Théhillac;
- Tréal.

## Loire-Atlantique

### Canton de Pontchâteau
4 communes sur 13 adhèrent au Pays de Redon - Bretagne Sud :
- Avessac
- Fégréac
- Plessé,
- Saint-Nicolas-de-Redon

### Canton de Guémené-Penfao
4 communes sur 19 adhèrent au Pays de Redon - Bretagne Sud :
- Guémené-Penfao
- Conquereuil
- Massérac
- Pierric